# Cussonia zimmermannii
Cussonia zimmermannii é uma espécie de Cussonia nativa da Quênia, Moçambique e Tanzânia.